# Jørgen Berner

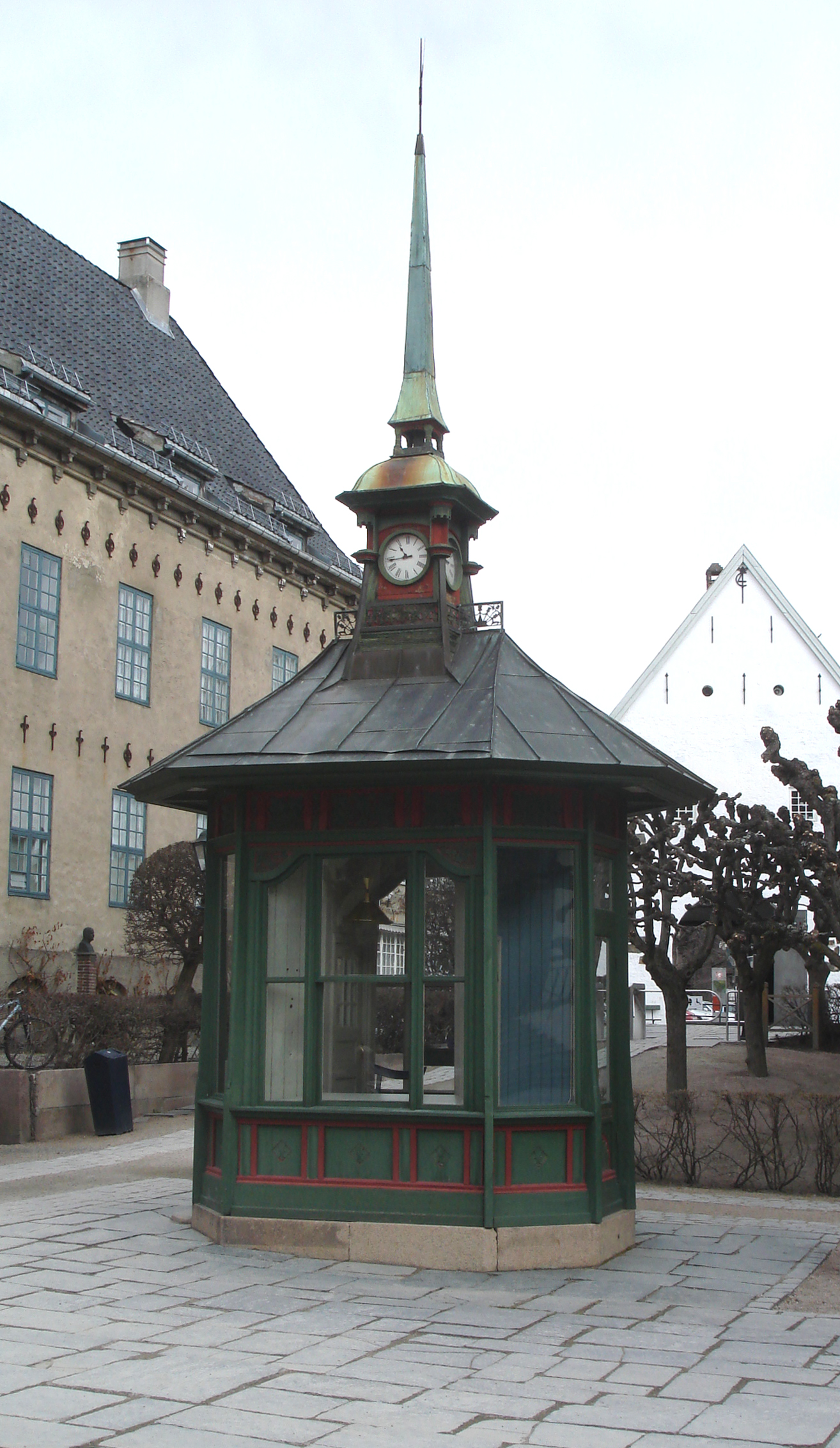
Tornkiosken för Narvesen från 1897, bevarat exemplar op Norske Folkemuseum

Jørgen Haslef Berner, född 25 december 1873, död 6 augusti 1955, var en norsk arkitekt, son till politikern Carl Christian Berner.
Tillsammans med brodern Carl Berner grundade han 1903 arkitektfirman Berner & Berner i Oslo. Firman har haft ledningen vid Nobelinstitutets ombyggnad, förändringen av Kungliga slottet vid Håkon VII:s tronbestigning samt uppförandes av Rjukans kyrka.